# Columbushaus

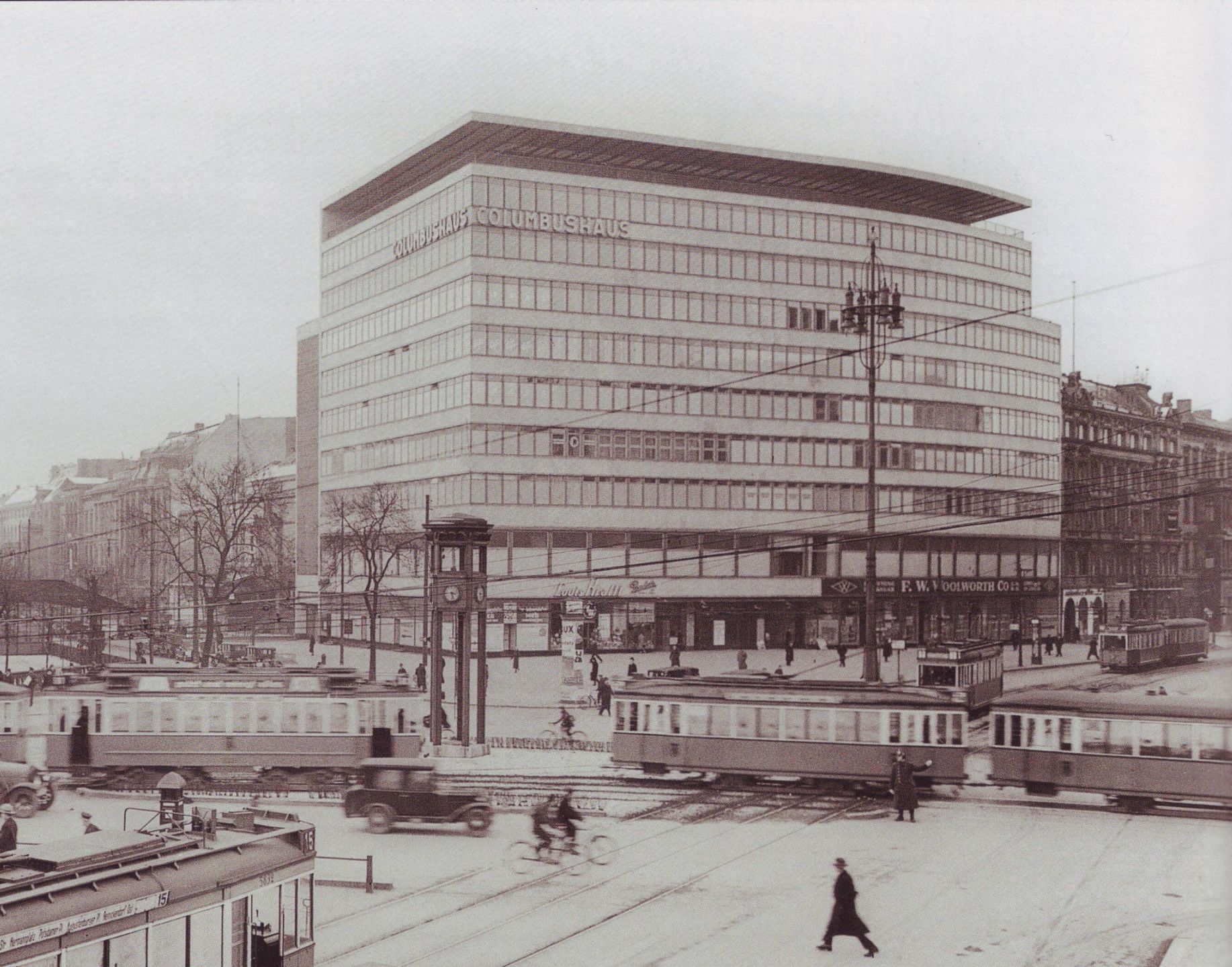
Das Columbushaus am Potsdamer Platz, 1933

Das Columbushaus (nicht zu verwechseln mit dem Columbiahaus) war ein von 1932 bis 1957 existierendes, neungeschossiges Büro- und Geschäftshaus am Berliner Potsdamer Platz, das neben der seinerzeit modernen architektonischen Gestaltung durch den Architekten Erich Mendelsohn auch durch die Ereignisse zum Kriegsende 1945 und während des Aufstandes vom 17. Juni 1953, bei dem es in Brand gesteckt wurde, bekannt geworden war.

## Geschichte

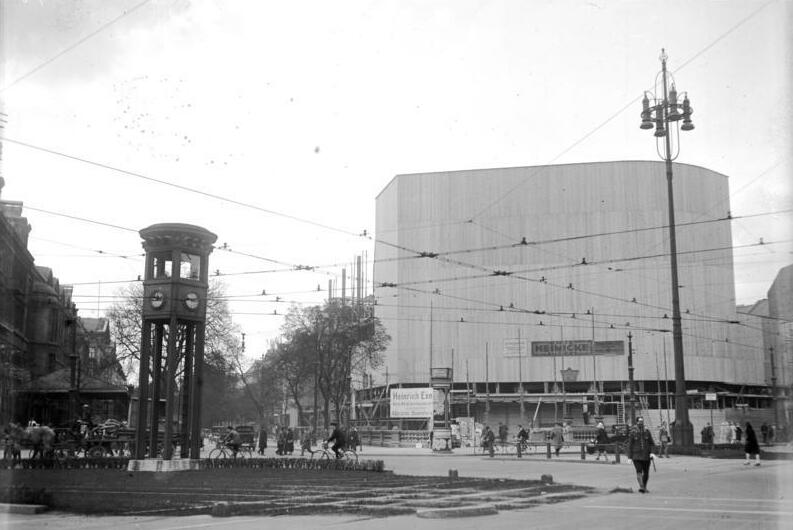
Baustelle des Columbushauses hinter einer für Werbezwecke vermietbaren Bretterwand, 1928. Im Vordergrund der Verkehrsturm

Das Columbushaus wurde von 1930 bis 1932 von Erich Mendelsohn im Auftrag des Grundstückbesitzers Wertheim an der Stelle des 1928 abgerissenen Grand-Hotels Bellevue errichtet.
Das große neungeschossige Gebäude hob sich mit seiner modernen horizontalen Fassadengliederung deutlich von den übrigen Gebäuden am Potsdamer Platz ab. Bislang standen hier Bauten aus der Gründerzeit oder Bauten mit klassizistischer Gestaltung. Dank einer Stahlskelettkonstruktion waren die Büroetagen fast stützenfrei und konnten mit nichttragenden Trennwänden fast beliebig unterteilt werden. Im Columbushaus gab es zum ersten Mal in Deutschland eine künstliche Belüftungsanlage.
Aufgrund der aufwendigen Haustechnik und der schwierigen wirtschaftlichen Lage nach der Weltwirtschaftskrise hatte das Hochhaus in den ersten Jahren nach der Fertigstellung im Frühjahr 1932 Schwierigkeiten, Mieter für die Büroräume im zweiten bis achten Obergeschoss sowie die Ladengeschäfte im Erdgeschoss und im ersten Obergeschoss zu finden und stand zunächst fast vollständig leer, trotz „angemessener Preise“ für Büroräume ab 75 Mark.
Damit bildete das Columbushaus eine Ausnahme unter den Hochhäusern in Berlin. Eine Ende des Jahres 1932 beantragte Konzession für ein Café und ein Restaurant mit Dachgarten im ersten und neunten Obergeschoss wurde zunächst nicht erteilt.
Als es im Dezember 1932 endlich zur Vermietung eines Ladengeschäfts an das Einheitspreisgeschäft Woolworth kam, verhinderte zunächst eine neue Vorschrift zur Neuerrichtung von Einheitspreisgeschäften die Eröffnung. Trotz des Verbots wurde den zuständigen Behörden die Möglichkeit eingeräumt, Ausnahmen zu gestatten, und da sich kein anderer Mieter gefunden hatte, machte der Minister für Wirtschaft und Arbeit von der Ausnahmeregelung Gebrauch und gestattete Woolworth die Eröffnung der Filiale am Potsdamer Platz. Die Firma Woolworth musste sich allerdings dazu verpflichten, bis zum 1. April 1936 in Preußen keine weiteren Filialen zu eröffnen und so die Absicht aufgeben, in Friedenau (Rheinstraße 10) und Neukölln (Bergstraße 1) ebenfalls Filialen einzurichten.

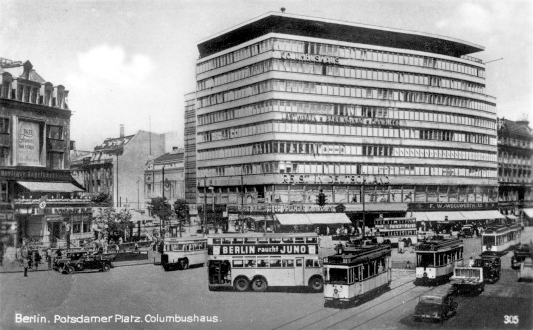
Columbushaus, um 1939

Ab Herbst 1932 wurde an der Außenfassade im 9. Obergeschoss eine Eigenwerbung COLUMBUSHAUS angebracht, zunächst auf beiden Gebäudefronten. Ab 1934 entfiel die Eigenwerbung zur Bellevuestraße. Im Gebäude waren 1933 und 1934 zunächst Ärzte, Rechtsanwälte, kleinere Filialvertretungen und Verbände ansässig. Im Jahr 1935 folgten die Firma Büssing NAG, die eine große Außenwerbung an der Fassade anbringen ließ, und andere bekannte größere Unternehmen. Während der Olympischen Sommerspiele 1936 in Berlin beherbergte das Haus die Auskunftsstelle des Organisationskomitees der Spiele. Die Deutschen Edelstahlwerke waren 1937 und 1938 im Columbushaus mit Niederlassung und Außenwerbung vertreten. Auf dem Dach war von 1934 bis 1938 eine große von Siemens-Schuckert gelieferte Neonreklame für die nationalsozialistische Zeitung Braune Post montiert.
Am 1. Dezember 1939 wurden von Richard von Hegener drei oder vier Büroräume des Hauses für die Tarnorganisationen angemietet, die für die Durchführung der nationalsozialistischen Krankenmorde, der „Aktion T4“, gegründet worden waren. Dieses zentrale Büro wurde mindestens bis April 1940 genutzt, ab dann war die nahegelegene Tiergartenstraße 4 Hauptsitz der Organisation. Im Berliner Adressbuch 1941 befand sich im Columbushaus ein Eintrag der Gemeinnützigen Krankentransport GmbH.

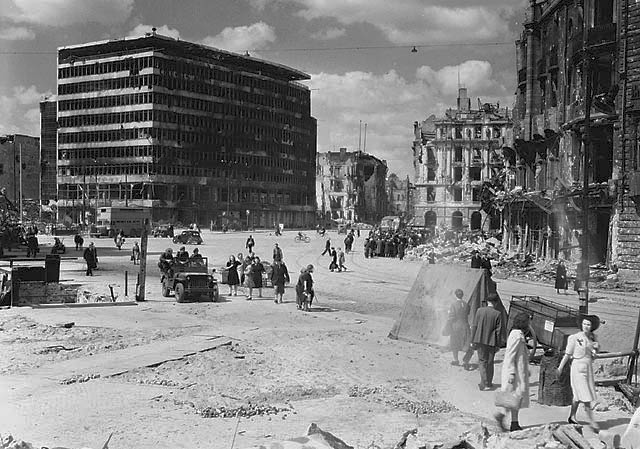
Beschädigtes Columbushaus (links), Juli 1945

Bei dem schweren Luftangriff am 3. Februar 1945 auf Berlin wurde auch das Columbushaus getroffen und brannte vollständig aus. In der Schlacht um Berlin gegen Ende des Zweiten Weltkriegs erhielt das Hochhaus weitere Schäden, wobei jedoch die tragenden Strukturen wegen der modernen Bauweise weitestgehend erhalten blieben.
Nach dem Krieg befand sich das Haus im Sowjetischen Sektor, weil das Grundstück des Columbushauses und das gesamte Lenné-Dreieck bereits im April 1938 vom Bezirk Tiergarten dem Bezirk Mitte zugeordnet worden waren. Versuche, diese Gebietsveränderung rückgängig zu machen, wurden von den Alliierten nicht unterstützt. Von 1945 bis 1948 nutzte Wertheim die ehemals von Woolworth und später von der AWAG genutzten Ladenräume sowie Büroräume. Nach der Enteignung des Wertheim-Konzerns in Ost-Berlin wurden die Räume von der Handelsorganisation (HO) übernommen.

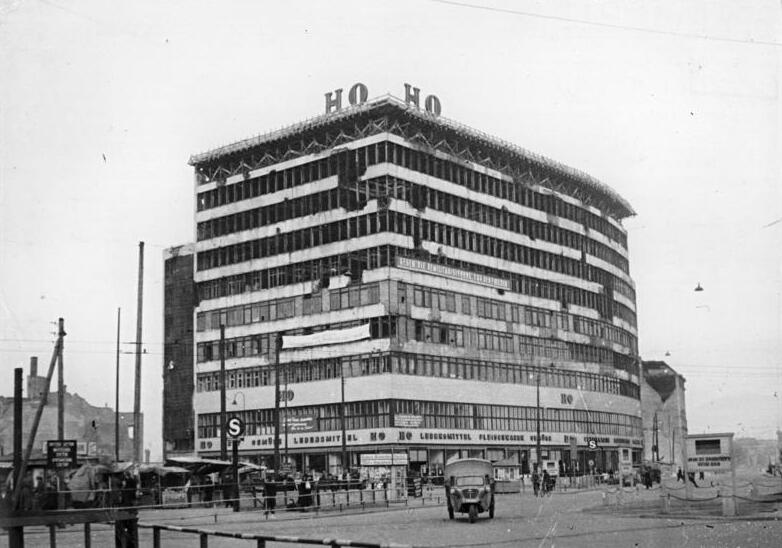
HO-Kaufhaus im Columbushaus, Dezember 1950

Ende 1949 wurden einzelne Schäden an der tragenden Struktur des Gebäudes durch Austausch von Stahlträgern behoben. Im zweiten Halbjahr 1950 erarbeiteten DDR-Ingenieurbüros Entwurfs- und Ausführungsplanungen für die Sanierung des kompletten Gebäudes. Umgesetzt wurden aber nur die Arbeiten im Erdgeschoss und im ersten Obergeschoss, die oberen Etagen wurden nicht instand gesetzt und waren weiterhin an den beschädigten Fassadenbereichen und Fenstern erkennbar. Ende Dezember 1950 waren die Sanierungsarbeiten weitgehend abgeschlossen und im vollständigen Erdgeschoss und das erste Obergeschoss zog ein HO-Kaufhaus ein. Auf dem Dach und über den Fenstern der ersten Etage wurden große HO-Zeichen angebracht, über den Schaufenstern des Erdgeschosses wurde für Lebensmittel, Fleischwaren, Gemüse, Textilwaren und Lederwaren geworben. Außerdem zog die Volkspolizei mit einer Polizeiwache in das Gebäude ein. Zu besonderen Anlässen, zum Beispiel zu den Weltjugendspielen 1951, wurden an den Fensterbändern politische Losungen oder über größere Fassadenbereiche Propagandaplakate angebracht.

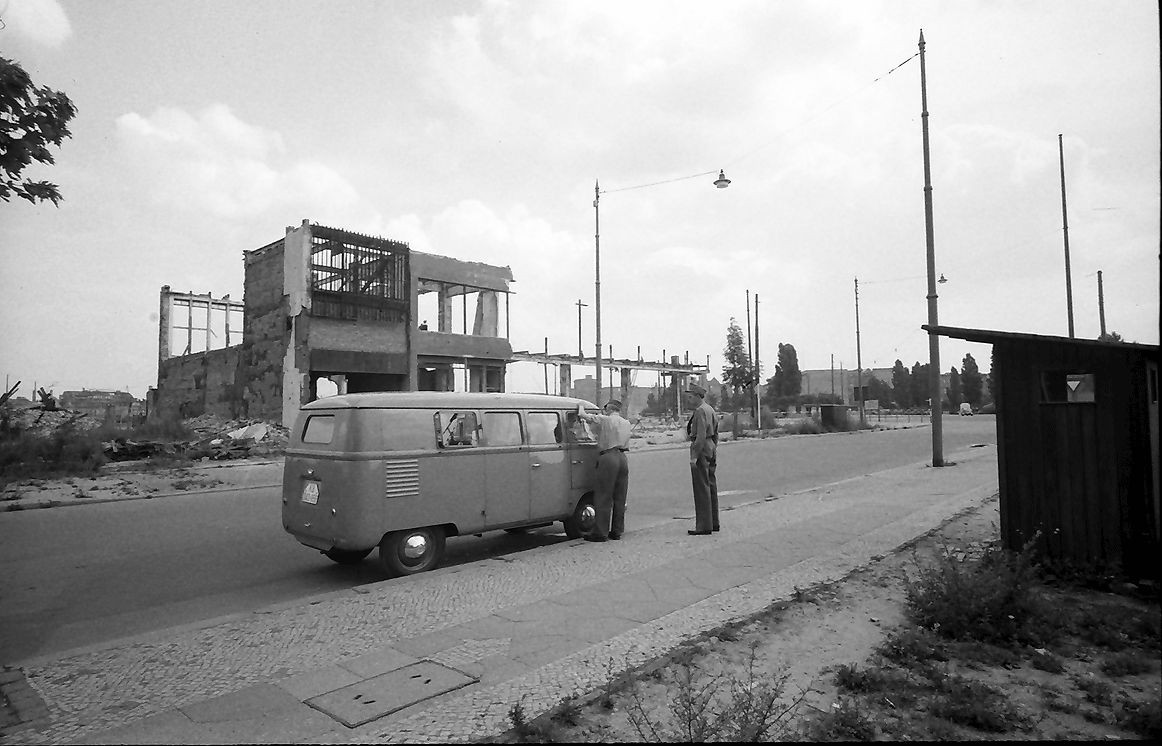
Rest des Columbushauses mit der Durchfahrt zum Hof und der Einfahrt in die Tiefgarage an der Bellevuestraße, 1957

Beim Aufstand vom 17. Juni 1953 wurde das Columbushaus gestürmt und in Brand gesteckt. Bekannt sind oft gezeigte illustrierende Filmaufnahmen, auf denen aus Fenstern der Dienststelle der Volkspolizei große Mengen Akten herausgeworfen werden. Die Ruine wurde 1957, vier Jahre vor dem Mauerbau, abgetragen. Dabei wurden die Konstruktionsteile des Stahlskeletts demontiert und anderweitig weiterverwendet.
Als im August 1961 die Berliner Mauer errichtet wurde, erfolgte die Grenzsicherung hier geradlinig im Zuge der Friedrich-Ebert-Straße. Das zum Ost-Berliner Bezirk Mitte gehörende brachliegende Gebiet zwischen Friedrich-Ebert-Straße und Bellevuestraße, genannt „Lenné-Dreieck“, lag vor der Mauer und war gegen den Zutritt von West-Berlin aus nur notdürftig mit einem Zaun gesichert. In die Schlagzeilen geriet dieses Gebiet durch den geplanten Weiterbau eines Teilstücks der Stadtautobahn (Westtangente) durch den Tiergarten und eine aus Protest hiergegen erfolgte Besetzung im Jahr 1988. Durch einen Gebietstausch kam das Grundstück mit dem Lenné-Dreieck im Juli 1988 noch kurz vor der politischen Wende zum West-Berliner Bezirk Tiergarten.
Nach dem Fall der Mauer wurde am alten Standort des Columbushauses nördlich der Bellevuestraße im Zuge des Wiederaufbaus des Potsdamer Platzes von Otto Beisheim und anderen Investoren das Beisheim-Center mit mehreren Hotels wie dem Marriott und dem Ritz-Carlton errichtet.